# Colonia Tovar

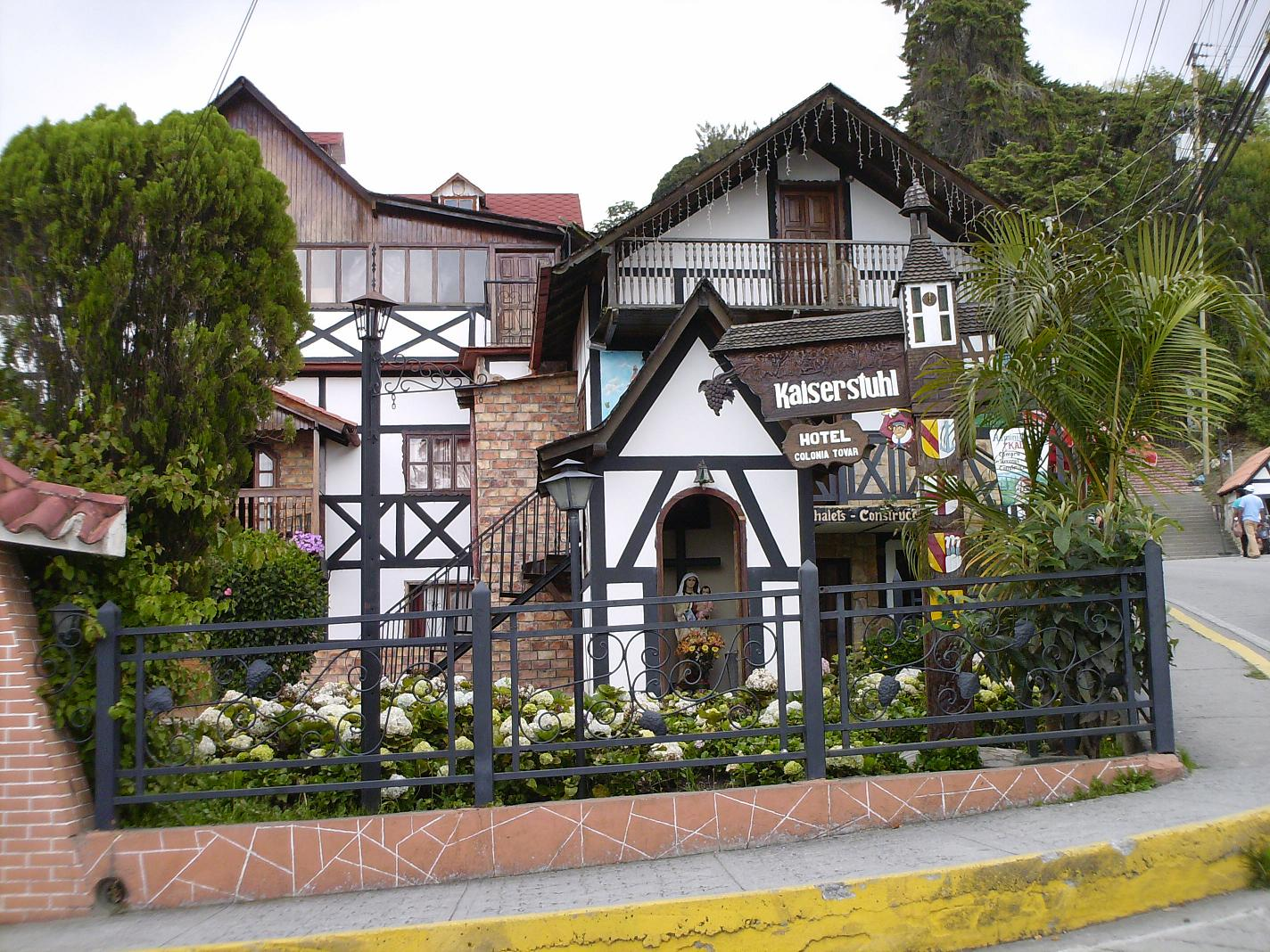
Gebouwen in Colonia Tovar

La Colonia Tovar, soms Colonia Tovar, is de hoofdplaats van de Venezolaanse gemeente Tovar in de staat Aragua. De plaats is bekend door zijn Duitse vakwerkhuizen. Het wordt daarom ook wel het Duitsland van de Caraïben genoemd.
Colonia Tovar werd in 1843 gesticht door 358 kolonisten van het toen onafhankelijke Groothertogdom Baden. Het dorp leefde van de landbouw en hier werd ook het eerste Venezolaanse bier gebrouwen. De gemeenschap bleef min of meer geïsoleerd en hield er tot 1942 zelfs haar eigen wetten op na. Het dorp werd pas echt toegankelijk toen in 1964 een geasfalteerde weg werd aangelegd.
In het dorp wordt door een deel van de bevolking nog het Alemannische dialect Alemán Coloniero gesproken.

## Geschiedenis
Augustin Codazzi en Ramón Díaz creëerden een kolonie in het huidige Tovar. De plaats vertoonde klimatologische en geografische gelijkenissen met de wijnstreek Kaiserstuhl. In 1841 werd begonnen met de bouw van het dorp en er werden mensen gerekruteerd uit het Badense dorpje Endingen am Kaiserstuhl. 240 mannen en 151 vrouwen vertrokken op 18 december 1842 richting Venezuela. Ze zouden pas 112 dagen later aankomen op 8 april 1843, wat dan ook als de officiële oprichtingsdatum gezien wordt. Onder de kolonisten waren wetenschappers (natuuronderzoekers), schrijvers en schilders zoals onder anderen Gustav Karl Wilhelm Hermann Karsten.
Vele jaren lang was de kolonie met Caracas verbonden via de rivier, waardoor het dorp wat geïsoleerd was. Er was een trage bevolkingsgroei en zelfs -daling. In de jaren zestig van de twintigste eeuw kwam hier verandering in toen Colonia Tovar toeristisch werd. Het is nu een van de rijkste gemeenten van het land en de levensstandaard is er erg hoog. De afstammelingen van de eerste kolonisten hebben zich vermengd met de lokale bevolking en er wordt Spaans gesproken in het dorp. Sommigen proberen nog Duits te spreken omdat er vele Duitse toeristen komen.
Elk jaar wordt er ook een heus Oktoberfest georganiseerd naar het model van dat van München.